# Maquetación

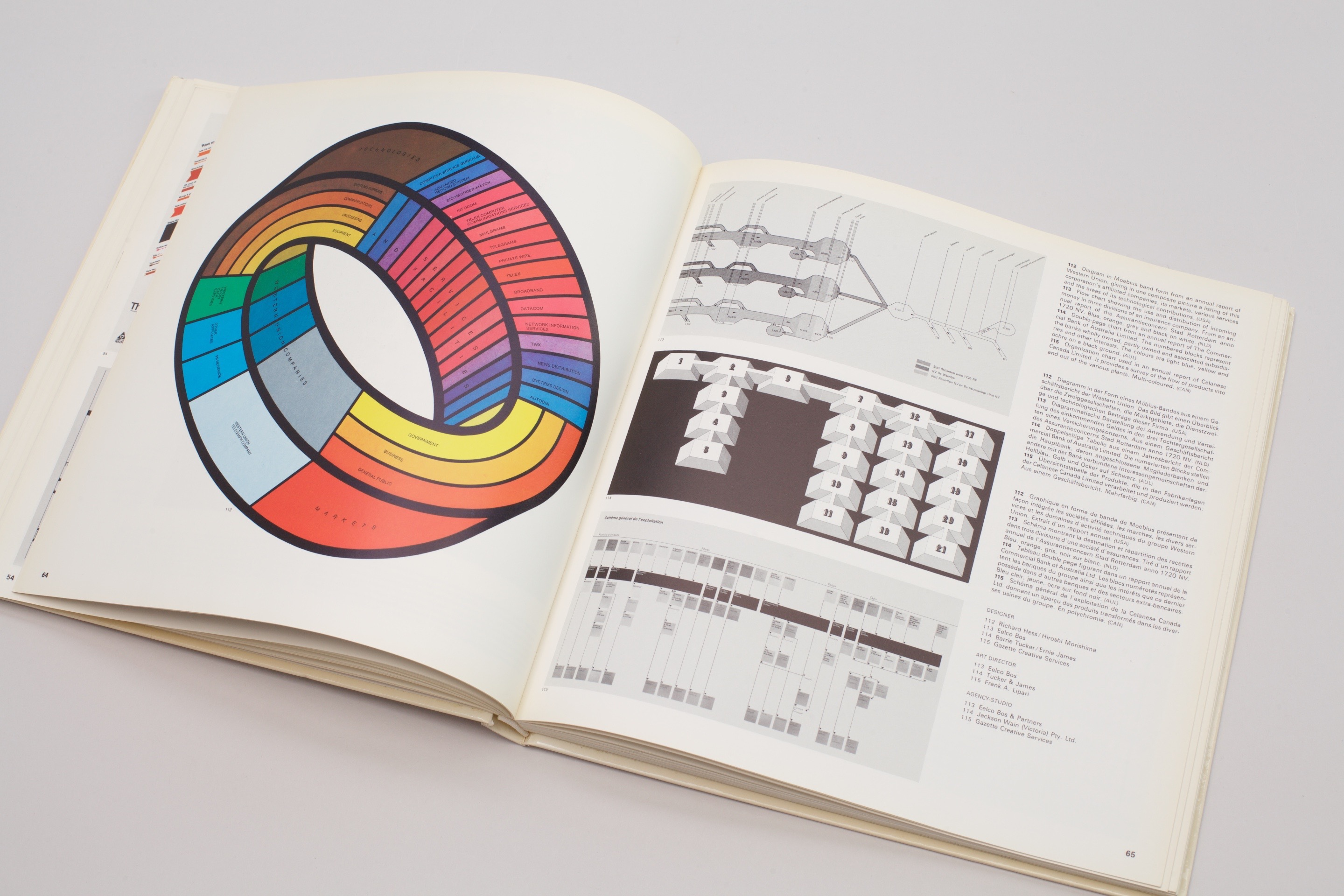
Maquetación del diseñador suizo Walter Herdeg (1974)

En el diseño editorial, la maquetación es la composición de texto, imagen u otros elementos en las páginas de medios impresos y electrónicos, como libros, diarios y revistas.
Estrictamente, el acto de maquetar tan solo se relaciona con la distribución de los elementos en un espacio determinado de la página, mientras que el diseño editorial incluye fases más amplias del proceso, desde el proyecto gráfico, hasta los procesos de producción denominados preprensa (preparación para impresión), prensa (impresión) y posprensa (acabados). Sin embargo, usualmente todo el aspecto gráfico de la actividad editorial y periodística se conoce por el término maquetación.
En el caso de un diario, la maquetación sigue los objetivos y líneas gráficas y editoriales de ese impreso. Las principales líneas editoriales para la maquetación de un diario incluyen la jerarquización de los artículos por orden de importancia. Las consideraciones gráficas incluyen legibilidad e incorporación balanceada y no-obstructiva de los anuncios publicitarios.
La edición incorpora principios del diseño gráfico que, a su vez, es una profesión independiente o presente en licenciaturas relacionadas con el diseño, más allá de ser una disciplina que hace parte del currículo de profesiones como el periodismo, la publicidad y algunos cursos de arquitectura en universidades y facultades.

## Historia
La era de los periódicos modernos empieza a mediados del siglo XIX, con la Revolución Industrial y el aumento de la capacidad de impresión y distribución. A través del tiempo, diferentes avances en tecnologías de impresión, diseño gráfico y patrones editoriales permitieron cambios y mejoras en el formato y legibilidad de los diarios. Los medios impresos del siglo XIX generalmente tenían un área atiborrada de texto, usualmente dispuesta verticalmente, con múltiples titulares para cada artículo. Algunas de las limitaciones tecnológicas persistieron hasta el advenimiento de nuevas tecnologías como la fotocomposición, la tipografía digital y la edición electrónica, a partir de la segunda mitad del siglo XIX y a principios del siglo XX.
Entre algunos de estos cambios, podemos encontrar los siguientes:
- Menos titulares, y con un tamaño más grande.
- Módulos, o squaring off de artículos y paquetes de material relacionado. Los módulos evitan lo que muchos maquetadores llaman «rodillas» (en inglés, doglegs) o disposiciones en formato de «L».
- Anchos de columna más estandarizados.
- Tipologías más estandarizadas.
- Más «arte» — elementos no-verbales, generalmente fotos, pero incluyendo aún publicidad o boxes para artículos de entretenimiento (features).
- Más espacio en blanco, llamados «blancos» (en inglés, air). Un área con muy poco espacio en blanco es llamado tight, y con mucho blanco es llamado loose.
- Color.

## Elementos y aspectos

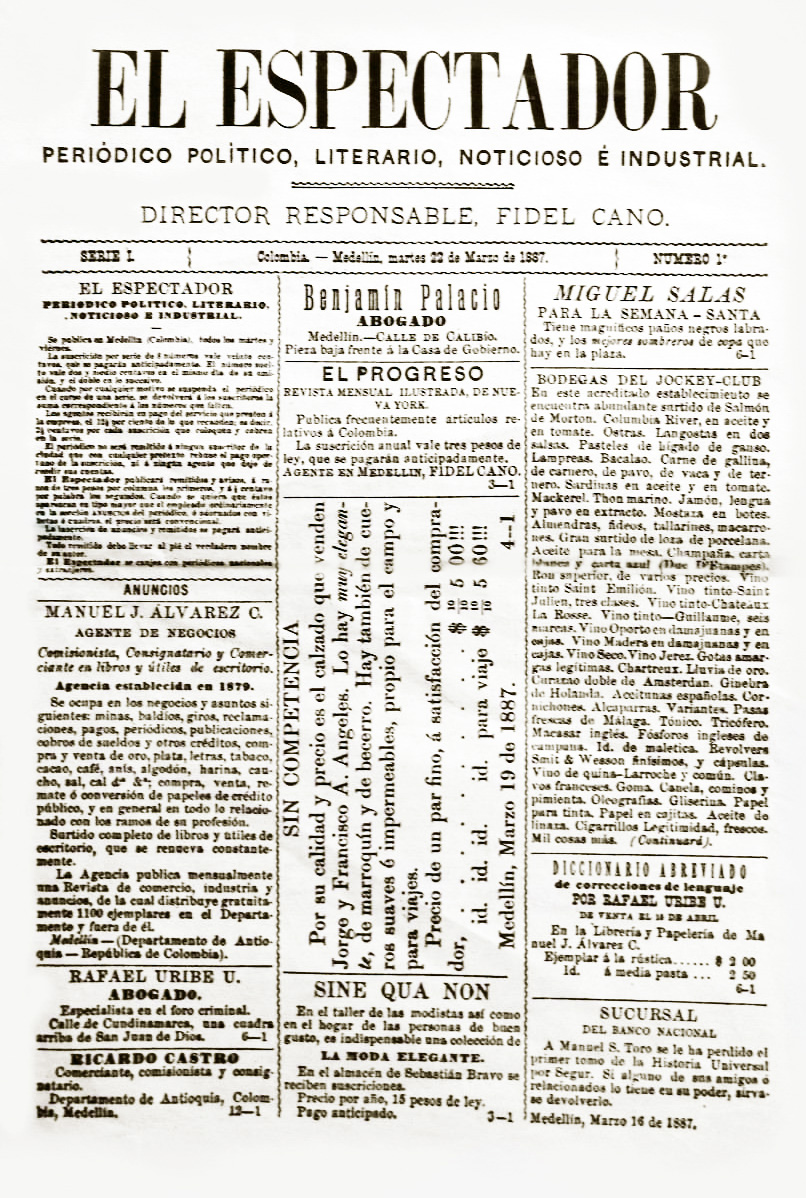
Ejemplar de un diario del.

Para maquetar el contenido editorial, la actividad de maquetación necesita trabajar con elementos gráficos (categorías de contenido visual) y aspectos (variables que pueden modificar el resultado final).
Las medidas utilizadas en maquetación son generalmente en picas y puntos, siendo 1 pc (una pica) correspondiente a 12 pt (doce puntos).
Al espacio delimitado de impresión dentro de una página se le llama caja tipográfica, donde cae tinta sobre el papel; fuera de estos límites, nada puede ser impreso. En los casos en que la caja sobrepasa los bordes del papel, se dice que la impresión es sangrada.
Algunos de los elementos utilizados en el proceso de maquetación son:
- Texto — el llamado «cuerpo de texto» es el tipo en que será impreso el contenido principal del impreso ya sea libro o publicación periódica (artículos, columnas, crónicas, editoriales, cartas etc.). La masa de texto acostumbra llenar más de la mitad de toda la mancha gráfica del periódico y debe ser delimitada por los otros elementos. Un formato común para el cuerpo de texto en periódicos es el tipo serifado, con cuerpo (tamaño) 12 puntos.
- Títulos o titulares — desde el titular de la primera página, hasta los titulares menores de artículos. Son subdivididos en:
  - subtítulos o subtitulares — colocados abajo de la titular principal, complementan la información e incitan a leer el texto.
  - antetítulos o antetitulares — colocados arriba de la titular principal, complementan la información e incitan a leer el texto.
  - intertítulos, intertitulares o quiebras — colocados en el medio del texto, para seccionarlo y facilitar la comprensión.
  - destacados u ojos — colocados en el medio de la masa de texto, entre columnas, para resaltar trechos y sustituir quiebres; son muy utilizados en entrevistas.
- Fotos — fotografías, que en los diarios y revistas siempre vienen acompañadas por pie de fotos descriptivos y el crédito del fotógrafo.
- Arte — lo que se llama arte en maquetación son imágenes producidas para ilustrar o complementar visualmente la información del texto. Pueden ser:
  - Infografías — que incluyen mapas, gráficos estadísticos, secuenciales y esquemas visuales;
  - Caricaturas — dibujos generalmente satíricos con personajes del noticiero;
  - Ilustraciones — todo tipo de dibujo ilustrativo para el texto periodístico.
- Viñetas — mini-titulares que marcan un tema o asunto recurrente o destacado; pueden incluir mini-ilustraciones y generalmente vienen arriba de la titular del artículo o en el alto de la página.
- Boxes o caja — un box es un espacio gráficamente delimitado que usualmente incluye un texto explicativo o sobre el asunto relacionado al artículo principal.
- Hilos — existen para separar elementos que, por algún motivo, pueden ser confundidos.
- Encabezado y pie — marcan la cumbre y la base de la página, respectivamente, incluyendo marcas básicas como nombre del periódico, editoría, fecha, número de la edición y número de la página; cuando es usado en la primera página, la cabecera incluye aún la marca del diario, precio y algunos nombres del equipo periodístico (presidente, director, editor-jefe).
- Espacios para publicidad, único elemento de contenido no-editorial de la maquetación, producido por el equipo comercial

Los aspectos que determinan la composición de estos elementos en la página son, entre otros:
- Número de columnas — la distribución del texto en columnas verticales de tamaño regular, espaciadas y válidas para encajar los elementos. Actualmente, el patrón en diarios estándar es la división en 6 columnas, pero el uso de 8 columnas ha sido predominante.
- Color — uso de colores y matices en periodismo, que confiere sentido y modifica el mensaje, muchas veces sutilmente; hasta mediados del siglo XX, los diarios de gran circulación no utilizaban impresión en colores, dependiendo de la escala de grises para matizar sus elementos.
- Espaciamiento — interlínea, entre columnas y entre cada elemento gráfico.
- Tipología — variedad y tipos de fuentes tipográficas utilizadas.

## Tamaño de las publicaciones
Para diarios, hay cuatro tamaños fundamentales de páginas:
- Estándar — página entera, con caja tipográfica variando alrededor de 120 pc por 70 pc, y bordes de dos a tres centímetros. La mancha gráfica de O Globo (periódico brasilero), por ejemplo, es de 125 por 70 picas.
- Tabloide — mitad del tamaño estándar; generalmente (pero no necesariamente) son diarios populares que utilizan profusión de recursos gráficos, poco texto y muchas fotos.
- Medio tabloide — casi un formato carta.
- Europeo o berlinés — más alto que el tabloide y más estrecho que el estándar, con 47 cm de altura por 31,5 cm de anchura; es adoptado por el The Guardian, Le Monde y por el Jornal do Brasil, entre otros.

Para revistas, el tamaño estándar es 26,5 por 20 centímetros.

## Proceso

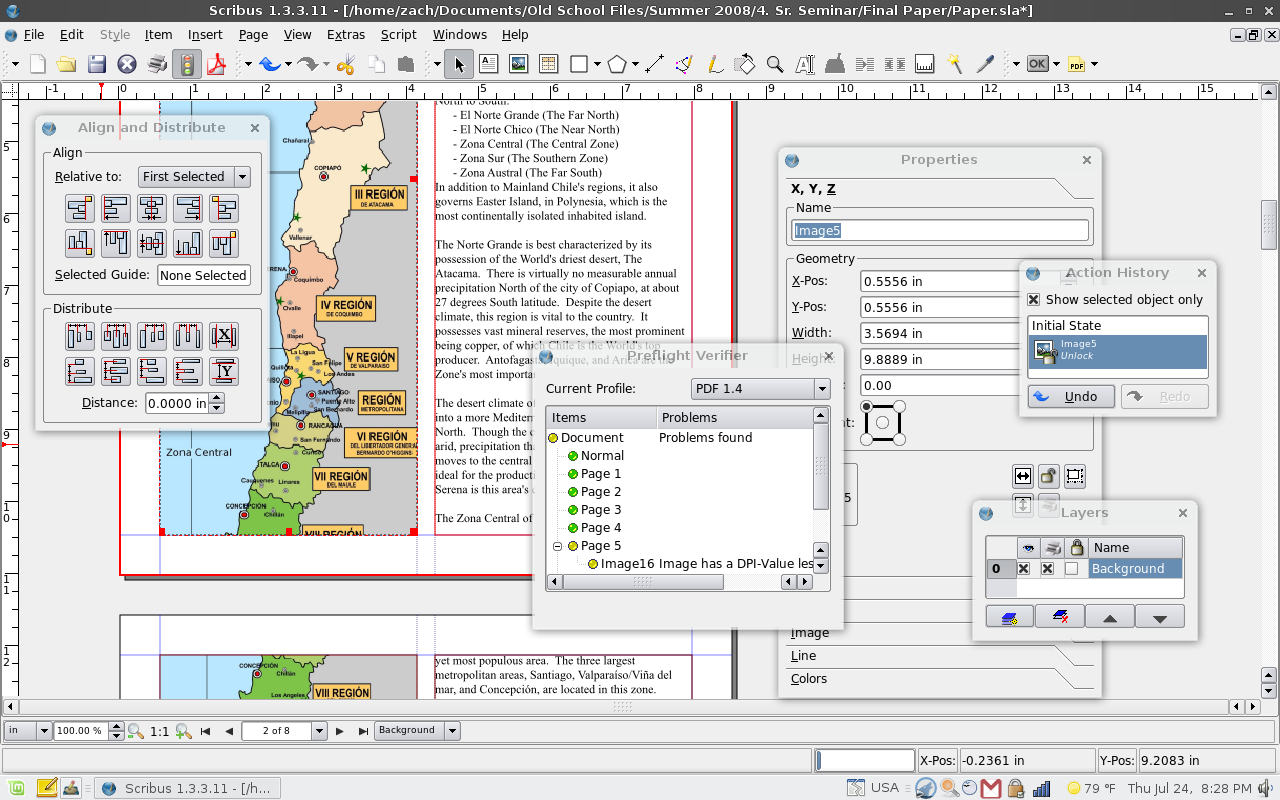
Scribus, una aplicación de escritorio diseñada para la maquetación.

Los maquetadores generalmente usan programas de autoedición en la computadora para componer los elementos en las páginas antes de imprimir. Antiguamente, antes de la maquetación digital, los diseñadores utilizaban «muñecas» (miniaturas) de las páginas, para prever con precisión milimétrica el layout de cada página en tamaño natural.
Un mockup se crea habitualmente para obtener un primer feedback antes de realizar todo el contenido. El primer borrador de un diseño puede ser simplemente un boceto a lápiz y papel. Un diseño integral de una revista debe mostrar la colocación, estilo tipográfico, y otras expresiones destinadas a establecer el patrón para dar respuesta a las especificidades del diseño. Un wireframe es una manera de bajo coste de mostrar la disposición, sin tener que hacer todo el trabajo de creación de HTML y CSS.
Algunos de los programas de computadora más utilizados son el QuarkXPress, el Adobe InDesign, el Adobe PageMaker (desfasado y dejado de lado por Adobe para desarrollar InDesign) y el Corel Ventura.
Una muñeca completa era necesaria para designar el columnaje por el cual la rotativa (typesetter) definiría los tipos y organizaría las columnas de texto.
Hoy en día existen programas que permiten crear páginas maestras y añadir marcos que simulan el espacio a emplear, haciendo mucho más sencilla la maquetación de cualquier revista o periódico.

## Opciones de diseño
Los maquetadores eligen los tamaños de las fotos y titulares (tanto las letras como cuánto espacio va ocupar en la página). Ellos pueden decidir —junto con los editores— cuales artículos se quedarán en cuales páginas, y en que posición en la página. De acuerdo con el proyecto gráfico, pueden determinar las tipografías (typefaces) para páginas especiales. En grandes diarios, todavía el proyecto gráfico ya prevé las tipologías para uso de rutina.